# Mannophryne venezuelensis
Mannophryne venezuelensis Manzanilla, Jowers, La Marca & García-París, 2007 è un anfibio anuro, appartenente alla famiglia degli Aromobatidi.

## Etimologia
L'epiteto specifico, composto da venezuel[a] e dal suffisso latino -ensis (che vive in, che abita), è stato dato in riferimento allo stato del Venezuela dove è stata descritta la specie.

## Distribuzione e habitat
È endemica dello stato di Sucre nel nord del Venezuela. Si trova dal livello del mare fino a 600 metri di altitudine nella penisola di Paria.

## Tassonomia
Questa specie è stata a lungo considerata una popolazione continentale di Mannophryne trinitatis, dalla quale differisce in particolare per le sue dimensioni più piccole, una colorazione diversa, un diverso richiamo e per differenze genetiche.